# Steven Sund

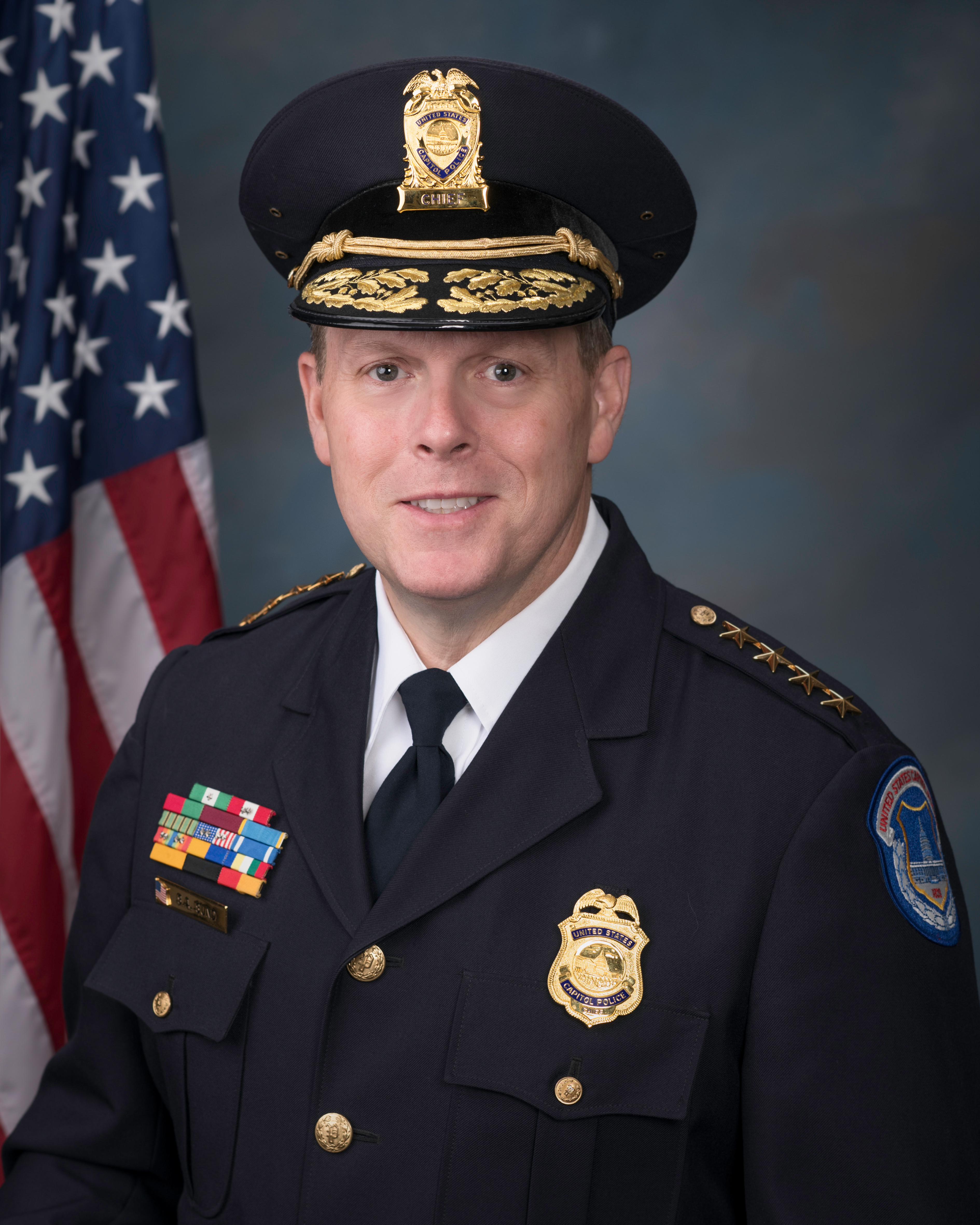
Steven Sund (2020)

Steven A. Sund ist ein US-amerikanischer Polizist und war von 2019 bis 2021 Chef der United States Capitol Police. Er legte infolge des Sturms auf das Kapitol im Jahr 2021 sein Amt zum 16. Januar 2021 nieder.

## Ausbildung
Sund absolvierte ein Studium an der Johns Hopkins University mit den Abschlüssen Bachelor of Science und Master of Science. An der Naval Postgraduate School erhielt er einen Master of Arts in Heimatschutz.

## Karriere
In den späten 1990er Jahren begann Sund für das Metropolitan Police Department (MPD) in Washington, D.C. zu arbeiten. Dort war Sund als Commander der Special Operations Division innerhalb des Heimatschutzes tätig, wo er eine Vielzahl spezialisierter Einheiten kommandierte. In den Jahren 2001, 2005, 2009 und 2013 koordinierte Sund die Einsätze bei den Amtseinführungen der US-Präsidenten.
Als Incident Commander (Einsatzleiter) war Steven Sund für den Einsatz 2009 bei der Schießerei im United States Holocaust Memorial Museum, 2012 bei der Schießerei beim Family Research Council und 2013 bei der Schießerei im Washington Navy Yard für die dort folgenden Polizeieinsätze jeweils vor Ort verantwortlich.
Sund verließ nach 2013 das MPD und arbeitete für eine gemeinnützige Organisation für Wissenschaft, Technologie und Strategie als Direktor im Bereich der nationalen Sicherheit und des Geheimdienstes. 2017 trat er als stellvertretender Polizeichef und Einsatzleiter in die United States Capitol Police (USCP) ein. Sund wurde im Juni 2019 als zehnter Polizeichef der USCP vereidigt.
Während des Sturms auf das Kapitol im Jahr 2021, bei dem Anhänger von US-Präsident Donald Trump das Kapitolgebäude gewaltsam stürmten und die Kammern des Senats und des Repräsentantenhauses erreichten, starben fünf Menschen. Darunter ein Polizeibeamter der Capitol Police, welcher am Tag nach der Stürmung an den Folgen der erlittenen Verletzungen starb. Es war das erste Mal seit 1814, dass das Kapitol gestürmt wurde.
Unmittelbar nach der Ausschreitung gab Sund eine Erklärung ab, in der er die Reaktion seiner Abteilung verteidigte. Die demokratische Kongressabgeordnete und Vorsitzende eines Komitees, welches für die Sicherheit des Kapitols verantwortlich ist, Zoe Lofgren sagte, Sund habe sie vor dem Ereignis über die Vorbereitungen und die Unterstützung durch die Nationalgarde belogen.
Am folgenden Tag forderte die Sprecherin des Repräsentantenhauses, Nancy Pelosi, Sunds Rücktritt.
Am 7. Januar 2021 kündigte Steven Sund seinen Rücktritt zum 16. Januar 2021 an. Er fügte hinzu, dass er und seine Beamten sich auf eine Demonstration für freie Meinungsäußerung eingestellt und nicht mit einer gewalttätigen Eskalation gerechnet hätten. Er habe solche Ausschreitungen in seinen 30 Jahren bei der Polizei noch nie erlebt.